# Ceropegia nana
Ceropegia nana là một loài thực vật có hoa trong họ La bố ma. Loài này được Collett & Hemsl. mô tả khoa học đầu tiên năm 1890.